# 聖誕急救隊
《聖誕急救隊》（英語：The Christmas Chronicles）是一部2018年美國聖誕喜劇片，講述一對兄妹計劃在聖誕夜拍下聖誕老人身影的故事，結果變成了一場令人羨慕的意外旅程。電影由克雷·卡提斯執導，麥特·李伯曼編寫劇本，主演陣容包括寇特·羅素、猶大·路伊斯、達比·坎普、拉蒙尼·莫里斯、金柏莉·威廉斯-帕斯萊及奧利弗·哈德森。電影於2018年11月22日上線Netflix。
2020年推出續集《聖誕急救隊2》。

## 劇情
在麻薩諸塞州的洛威爾市，寡婦克萊爾·皮爾斯努力在耶誕節期間維持家庭的和諧。她的丈夫道格是一名消防員，在工作中殉職。他們的兒子泰迪對耶誕節失去了大部分熱情，而他們的小女兒凱特則仍然相信聖誕老人。在耶誕夜，克萊爾被叫去工作，留下泰迪負責照顧妹妹。
在觀看舊的家庭耶誕影片時，凱特注意到一隻手臂從壁爐裡出現，並推測那是聖誕老人。泰迪同意幫助她證明這點，條件是她必須銷毀她早些時候拍到他偷車的影片。
他們設置了一條絆索和隱藏的攝影機，並在客廳裡睡著了。凱特醒來後看到聖誕老人，她和泰迪跟隨他到他的雪橇旁查看。聖誕老人起飛時，孩子們不小心暴露了自己，導致雪橇失控，並傳送到伊利諾州的芝加哥市並墜毀。
在芝加哥醒來後，聖誕老人介紹了自己，並告訴孩子們他必須找到他的馴鹿、帽子和禮物袋，這些都在墜毀中丟失了，以便恢復配送並防止耶誕精神減弱。孩子們為了避免永遠在壞孩子名單上，答應幫助他。
在一家酒吧未能得到幫助後，他們乘坐一輛被酒保偷來的道奇挑戰者，找到了馴鹿，但遇到了尋找被盜車輛的警察。凱特追趕馴鹿，而泰迪和聖誕老人則分散警察注意，最終導致聖誕老人被捕。
泰迪與凱特重聚後，他們找到了聖誕老人的禮物袋。凱特進入禮物袋尋求幫助，被傳送到北極，在那裡她遇到了聖誕老人的小精靈，他們在得知她來自一個“真正信徒的長久血統”後同意幫助她。
同時，一群流氓抓住了泰迪和禮物袋，並將他們帶到他們的藏身處。在那裡，他被凱特和小精靈們救出，並被告知情況。
在警察局，聖誕老人向警官波維達解釋了他的情況。當他透露警官希望與前妻莉莎和解的願望，並知道她也有這個願望時，警官震驚了，但仍然不相信他，並將他鎖在拘留室。
隨著夜晚的進展，波維達注意到耶誕夜的逮捕人數高於平時，這是聖誕老人警告過的情況。為了減緩耶誕精神的衰退，聖誕老人集合所有囚犯表演《Santa Claus Is Back in Town》，這使得除了波維達外的所有警官都受到感染。在收到莉莎的電話邀請他早上喝咖啡後，波維達被說服並同意釋放聖誕老人。
小精靈們修好了聖誕老人的雪橇，並給了他一頂備用帽子。意識到只剩下一小時來配送禮物，聖誕老人請求孩子們的幫助，凱特負責把禮物丟給聖誕老人，而泰迪則駕駛雪橇。計畫成功，聖誕老人趕在日出前完成了最後的配送。
之後，聖誕老人送孩子們回家，在他們母親回來前。孩子們問他是否還會再見到他，聖誕老人回答說如果他能避免就不會，但如果他將來需要幫助的話，會再見面。聖誕老人給了泰迪他的帽子作為紀念，顯示他其實不需要帽子來快速移動或穿越狹窄空間。
當克萊爾回來時，他們發現客廳被裝飾得像他們父親過去那樣。打開他們的聖誕禮物時，凱特得到了她想要的滑板，而泰迪得到了魔法裝飾品。當他掛上它時，他看到他父親在他的倒影中神奇地出現，並且他們都對彼此表示驕傲。
在北極，聖誕老人與老婆團聚。她問他們要看什麼電影，聖誕老人帶著微笑拿出了凱特拍攝的冒險影片。

## 演員
- 寇特·羅素飾演聖誕老人／聖·「尼克」·尼可拉斯（Saint "Nick" Nicholas）
- 猶大·路伊斯（英语：Judah Lewis）飾演泰迪·皮爾斯（Teddy Pierce）
- 達比·坎普（英语：Darby Camp）飾演凱特·皮爾斯（Kate Pierce）
- 拉蒙尼·莫里斯（英语：Lamorne Morris）飾演麥克·詹姆森警官（Officer Mikey Jameson）
- 金柏莉·威廉斯-帕斯萊（英语：Kimberly Williams-Paisley）飾演克萊兒·皮爾斯（Claire Pierce）
- 奧利弗·哈德森飾演道格·皮爾斯（Doug Pierce）

## 製作
2017年12月，據報導，寇特·羅素簽約在Netflix發行的本片飾演聖誕老人。主要拍攝2018年1月始於加拿大安大略省多倫多。電影背景設定於马萨诸塞州洛厄尔和伊利诺伊州芝加哥。

## 發行
《聖誕急救隊》2018年11月22日上線Netflix。據Netflix稱，本片上線首週吸引了超過2000萬家庭觀看。

## 外部連結
- 互联网电影数据库（IMDb）上《聖誕急救隊》的资料（英文）